# Il ballo della vita
Il ballo della vita (дословно «Танец жизни») — дебютный студийный альбом итальянской рок-группы Måneskin. Он был выпущен 26 октября 2018 года. Альбом занял первое место в итальянском чарте альбомов, сумел попасть в Топ-20 европейских музыкальных чартов и получил тройную платиновую сертификацию от FIMI. В альбом вошли хитовые синглы «Morirò da re», «Torna a casa», «Fear for Nobody», «L'altra dimensione» и «Le parole lontane».

## Об альбоме
Как и в предыдущем EP Chosen, звучание группы представляет собой современный итальянский поп-рок с влиянием фанка, регги и ска. В интервью The Upcoming они назвали в качестве источников вдохновения Led Zeppelin, Arctic Monkeys, Гарри Стайлза, Red Hot Chili Peppers и Бруно Марса.
Название альбома означает «празднование молодости, свободы». Центральной фигурой лирики альбома является вымышленная муза «Марлена», «женщина, которая олицетворяет красоту и послание, которое мы хотим донести: послание свободы выбора, отношения, стиля, которому мы попытались дать лицо, имя и голос». Другой герой — мужчина, который хочет быть с ней до самого конца. По словам Дамиано Давиде, она также является «олицетворением страха не иметь возможности быть самим собой. Мужчина — это безопасность, вера в себя, как отец или старший брат, и он берёт эту женщину в объективно неудобную ситуацию, чтобы привести её к лучшей версии: не изменить её, а заставить принять себя, свои стремления».
Пять из двенадцати песен имеют тексты на английском языке, а именно: «New Song», «Sh*t Blvd», сингл «Fear for Nobody», «Are You Ready?» и «Close to the Top».

## Продвижение
В октябре 2018 года вышел документальный фильм This Is Måneskin, посвящённый профессиональной и личной жизни участников группы и творческому процессу создания альбома.
В поддержку альбома был проведён первый в карьере группы тур, который состоялся в 2018—2019 годах и продал более 70 дат, продав более 140 000 билетов, включая первый европейский тур с одиннадцатью распроданными датами в Испании, Франции, Швейцарии, Германии, Бельгии и Великобритании.

## Коммерческое достижение
К маю 2019 года треки набрали более 196 миллионов прослушиваний на Spotify. После победы группы на Евровидении 2021 с песней «Zitti e buoni» альбом впервые вошёл в чарты за пределами Италии (и Швейцарии).

## Список композиций
Все треки написаны Дамиано Давидом, за исключением текста 7 трека, написанного Дамиано Давидом, Маттео Привитера и музыки Луиджи Флорио.
| №                   | Название                                | Длительность |
| ------------------- | --------------------------------------- | ------------ |
| 1.                  | «New Song»                              | 3:33         |
| 2.                  | «Torna a casa»                          | 3:50         |
| 3.                  | «L'altra dimensione»                    | 2:06         |
| 4.                  | «Sh*t Blvd»                             | 3:22         |
| 5.                  | «Fear for Nobody»                       | 2:30         |
| 6.                  | «Le parole lontane»                     | 3:25         |
| 7.                  | «Immortale» (при участии Вегаса Джонса) | 2:31         |
| 8.                  | «Lasciami stare»                        | 2:49         |
| 9.                  | «Are You Ready?»                        | 2:34         |
| 10.                 | «Close to the Top»                      | 2:18         |
| 11.                 | «Niente da dire»                        | 2:36         |
| 12.                 | «Morirò da re»                          | 2:37         |
| Общая длительность: | Общая длительность:                     | 34:11        |

## Участники записи
Сведения взяты из примечаний к альбому.
Группа
- Дамиано Давид — вокал, аранжировка
- Виктория Де Анжелис — бас-гитара, аранжировка
- Томас Раджи — электрогитара, акустическая гитара, резонаторная гитара, аранжировка
- Итан Торкио — ударные, перкуссия, драм-машина, аранжировка

Дополнительные музыканты
- Фабрицио Феррагуццо — аранжировка, оркестровка, синтезатор, синтезатор (Juno), драм-машина, наколенная слайд-гитара
- Энрико Брун — оркестровка, синтезатор, электроорган (Органо Хаммонд), синтезатор (Муг), меллотрон, синтезатор (Юнона), фортепиано, клавишные (Солина, Фарфиса)
- Риккардо Джибертини — труба, флюгельгорн, тромбон
- Марко Заги — тенор-саксофон, баритон-саксофон, флейта
- Андреа Ди Чезаре — скрипка, альт
- Маттиа Боски — виолончель

Производство и дизайн
- Måneskin — производство
- Фабрицио Феррагуццо — производство, звукоинженения, мастеринг
- Риккардо Дамиан — запись
- Энрико Ла Фальс — звукоинженерия, мастеринг
- Коррадо Грилли — графический дизайн
- Паоло Сант’Амброджо — фотография

## Чарты
| Чарт (2018—2021)                         | Высшая позиция |
| ---------------------------------------- | -------------- |
| Австрия (Ö3 Austria)                     | 14             |
| Бельгия/Фландрия (Ultratop)              | 7              |
| Бельгия/Валлония (Ultratop)              | 19             |
| Croatian International Albums (HDU)      | 5              |
| Нидерланды (Album Top 100)               | 7              |
| Finnish Albums (Suomen virallinen lista) | 5              |
| Германия (Offizielle Top 100)            | 37             |
| Icelandic Albums (Plötutíðindi)          | 14             |
| Италия (Classifica album)                | 1              |
| Lithuanian Albums (AGATA)                | 2              |
| Норвегия (VG-lista)                      | 20             |
| Польша (ZPAV)                            | 9              |
| Spanish Albums (PROMUSICAE)              | 35             |
| Swedish Albums (Sverigetopplistan)       | 27             |
| Швейцария (Schweizer Hitparade)          | 15             |

## Сертификации
| Регион                                                                      | Сертификация  | Продажи |
| --------------------------------------------------------------------------- | ------------- | ------- |
| Италия (FIMI)                                                               | 3× Платиновый | 150 000 |
| Данные о продажах + прослушиваниях приведены только на основе сертификации. |               |         |